# Трамвай-пам'ятник (Конотоп)
Конотопський трамвай-пам'ятник — трамвайний вагон типу КТМ-5, встановлений 2004 року в Конотопі як пам'ятник на честь 55-річчя міського трамвая.

## Опис
Пам’ятник являє собою металевий трамвайний вагон моделі 71-60 (КТМ-5), встановлений на рейках, піднятих на земельний постамент. Розташований поблизу трамвайного депо на розі вулиць Клубної та Успенсько-Троїцької.